# Pseudaptinus horni
Pseudaptinus horni är en skalbaggsart som beskrevs av Maximilien de Chaudoir. Pseudaptinus horni ingår i släktet Pseudaptinus och familjen jordlöpare. Inga underarter finns listade i Catalogue of Life.